# ماجد كليب
ماجد كليب (مواليد 15 فبراير 1994) هو لاعب كرة قدم سعودي .
لعب سابقاً في النادي الأهلي في الفئات السنية وأولمبي الفيصلي و نادي الرياض .

## وصلات خارجية
- ماجد كليب